# Katrine Veje
Katrine Veje (ur. 19 czerwca 1991) – duńska piłkarka grająca na pozycji pomocnika, zawodniczka duńskiego Odense Boldklub i reprezentacji Danii, uczestniczka Mistrzostw Europy w Piłce Nożnej Kobiet 2009, Mistrzostw Europy U-19 w Piłce Nożnej Kobiet 2007, Mistrzostw Europy U-17 w Piłce Nożnej Kobiet 2008 oraz Mistrzostw Świata U-17 w Piłce Nożnej Kobiet.

## Kariera[1][2]
Katrine Veje granie w piłkę nożną rozpoczęła w duńskim klubie Vejle BK. Już wtedy występowała w barwach Danii rozgrywając 24 mecze w reprezentacji U-17, z którą pojechała zarówno na Mistrzostwa Europy, jak i Mistrzostwa Świata U-17 Kobiet. W 2007 przeprowadziła się do Odense BK. W tym roku zdobyła również nagrodę za talent roku, udowadniając tym samym bardzo duży potencjał, dobrze rokujący na jej piłkarską przyszłość. W tamtym czasie zaczęła również grywać dla reprezentacji Danii U-19, gdzie wystąpiła tylko 13 razy (co nie przeszkodziło jej wystąpić na mistrzostwach do lat 19); gdyż mimo młodego wieku, otrzymała powołanie do reprezentacji seniorek. Zadebiutowała 22 lipca 2009 w meczu z Anglią. Dotychczas w reprezentacji rozegrała 5 meczów i nie strzeliła żadnej bramki. Została powołana do kadry A na Mistrzostwa Europy kobiet w Finlandii rozgrywane w 2009 roku, będąc tym samym najmłodszą zawodniczką ówczesnej drużyny, gdzie rozegrała łącznie 122 minuty i zaliczyła jedną asystę.

## Nagrody
- Talent roku 2007